# Manuel González Poccard
Manuel Segundo González Poccard (Capitán Sarmiento, Argentina, 31 de mayo de 1896) fue un abogado y funcionario argentino, que como interventor interino asumió en 1931 la gobernación de la provincia de Corrientes.

## Familia y primeros años
Manuel González Poccard nació el 31 de mayo de 1896 en la localidad de Capitán Sarmiento, Buenos Aires, lugar donde su familia materna poseía extensas propiedades. Fue bautizado seis meses más tarde con los nombres de Manuel Segundo el 13 de septiembre de 1896 en la iglesia de San Carlos de Borromeo de Capitán Sarmiento, siendo sus padrinos José Benavides y su tía materna Clotilde Poccard de Brougnes, y administrando el sacramento el sacerdote Jesús Alfonsín (L°1 F°49).
Fueron sus padres Manuel González Morlani, nacido en 1857 en España, radicado en Buenos Aires, y Elisa Florentina Poccard Olivera, nacida en 1873 en Exaltación de la Cruz, que habían contraído matrimonio el 8 de septiembre de 1895 en la Basílica de la Merced de la ciudad de Buenos Aires.
Sus abuelos maternos fueron el comerciante y hacendado Juan Bautista Poccard-Chapuis, nacido en Peisey-Nancroix, Francia, y radicado en Zárate, y María Clara Olivera Ábalos, dame criolla cuyo origen familiar en el Río de la Plata se remonta al siglo XVI, cuando su ascendiente el conquistador Gonzalo de Mendoza se avecindó en la ciudad de Asunción.
La familia Poccard en pocas generaciones lograría ganar relevancia en las localidades de Zárate y Exaltación de la Cruz, donde se radicó primeramente, extendiendo luego su influencia a Buenos Aires y Corrientes. Alfonso Poccard, tío de Manuel, sería un importante magistrado judicial. Adelina Poccard, también tía de González Poccard, se casaría con Luis Roque Dardanelli, presidente del Concejo Deliberante de Zárate. Y finalmente de Catalina Poccard, hermana de Alfonso y Adelina, sería descendiente Pedro Braillard Poccard, gobernador de Corrientes.

## Formación

### Educación primaria y secundaria
Manuel González Poccard cursó sus estudios primarios y secundarios en la ciudad Buenos Aires, el Colegio del Salvador, administrado por la Compañía de Jesús, en aquel tiempo pupilo. Allí tendría una primera introducción a las ideas del conservadurismo y del activismo católico, así como una vinculación con profesores y alumnos con quienes tendría actuación política años más tarde, como Atilio Dell'Oro Maini o Samuel W. Medrano.
Sumado a su educación formal, González Poccard fue también alumno fundador de los Cursos de Cultura Católica, fundados por Tomás Casares, César Pico y Atilio Dell'Oro Maini en 1922, con el objetivo de formar una nueva élite de intelectuales católicos en Argentina. Entre los alumnos fundadores también se encontraba su tío Alfonso Poccard, su primo hermano Luis Dardanelli Poccard, Tomás D. Casares, Adolfo Mugica, Manuel V. Ordóñéz, etcétera.

### Educación superior
Manuel González Poccard realizó sus estudios superiores de grado cursando la carrera de Abogacía en la Facultad de Derecho y Ciencias Sociales de la Universidad de Buenos Aires.
Durante los años en los que González Poccard se encontraba estudiando su carrera universitaria, tuvo lugar el Grito de Córdoba, un movimiento de protesta juvenil que tuvo como resultado la Reforma Universitaria de 1918. Manuel González Poccard se opuso decididamente a los estudiantes que demandaban la reforma estudiantil, suscribiendo un Manifiesto de los estudiantes de Bs. Aires a la juventud donde se criticaba la posición de los reformistas.

## Participación en la intervención de Corrientes

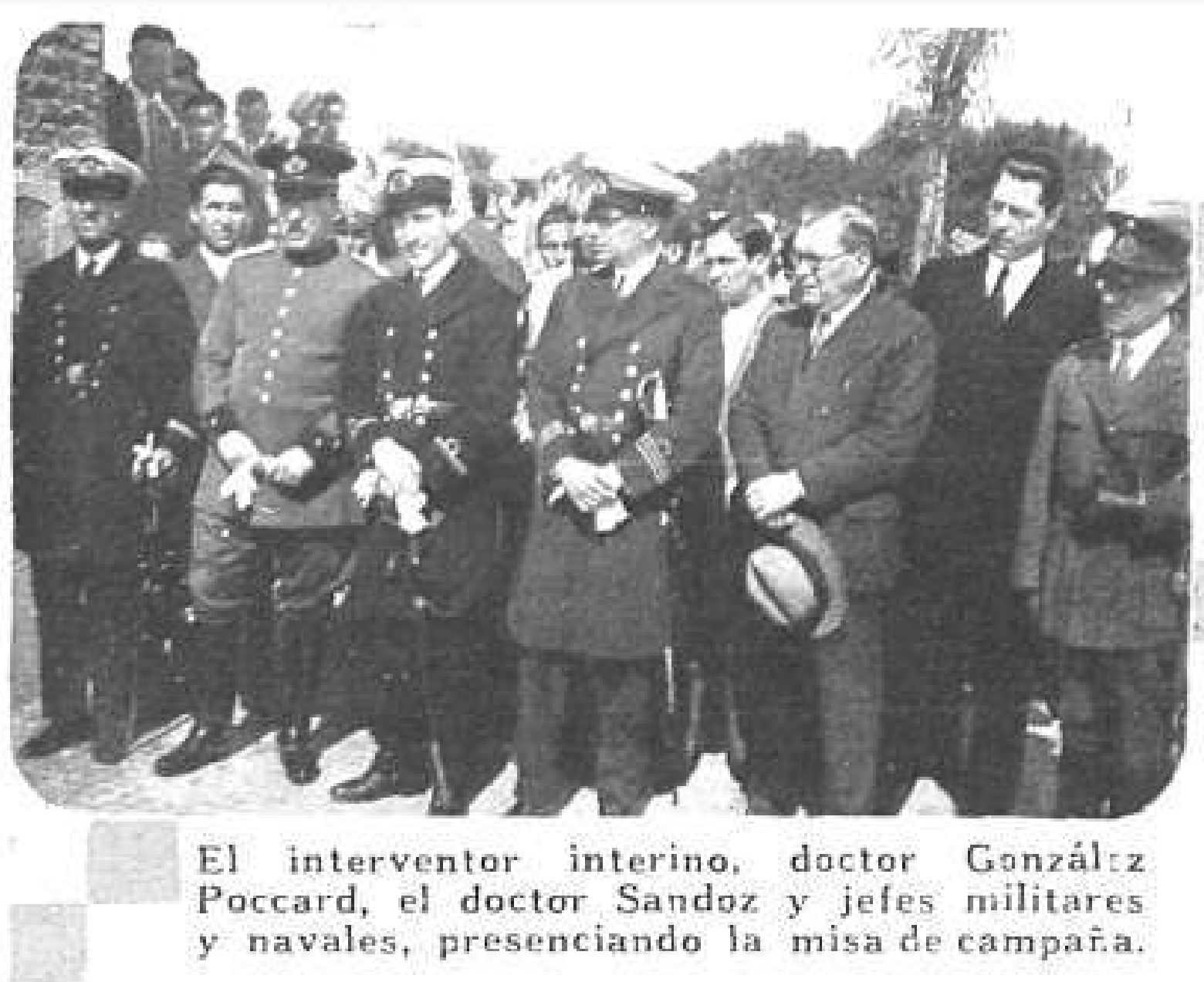
El interventor interino de Corrientes, Dr. Manuel González Poccard, 1931.

Luego del golpe de Estado comandado por José Félix Uriburu en 1930, los gobiernos provinciales democráticos de la República Argentina fueron intervenidos. Así en la provincia de Corrientes es nombrado primeramente como interventor Luis J. Loredo, y en segundo lugar, Carlos F. Gómez. Pero el 6 de febrero de 1931 asumiría como interventor provincial Atilio Dell'Oro Maini. Los ministros de la intervención nombrados junto a él fueron Enrique Sandoz, Mario Lassaga, y dos de antiguos alumnos en los Cursos de Cultura Católica: Tomás D. Casares y Manuel S. González Poccard.
González Poccard tan solo unos meses más tarde sería ascendido. El 21 de septiembre de 1931 el teniente general José Félix Uriburu, presidente de facto de la Nación Argentina, en decreto también firmado por Octavio S. Pico, nombra a Manuel González Poccard como Secretario de la Intervención Nacional en la Provincia de Corrientes, cubriendo así la vacante que resultaba de la renuncia de Tomás D. Casares, anterior Secretario de la Intervención correntina, oficializada ese mismo día.

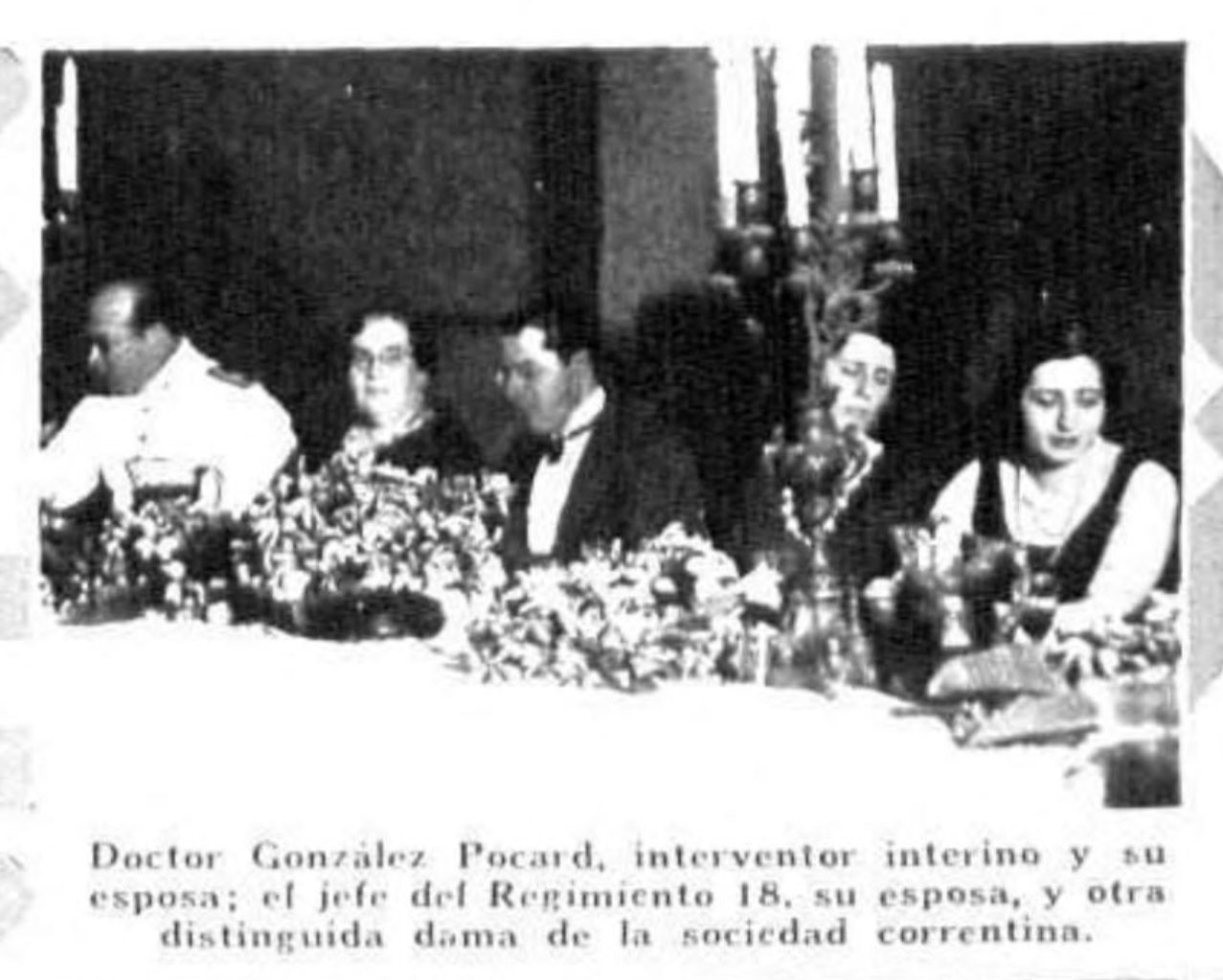
Dr. González Poccard y esposa, 1932.

Junto a él fueron nombrados Alfredo Hudson (hijo) Oficial Mayor de la Intervención en Corrientes, Raúl Vera Ordoqui Oficial Primero de dicha Intervención, y César A. Rodríguez Zía auxiliar de la misma. González Poccard se desempeñaría en el cargo de Secretario de la Intervención hasta ser reemplazado el año siguiente por Mario Lassaga, designado para el mencionado cargo por el presidente Uriburu según decreto publicado en el Boletín Oficial el 18 de febrero de 1932.
Ese mismo año de 1931, el Dr. Manuel González Poccard comenzaría a ejercer la función pública de interventor interino de Corrientes, siendo así la máxima autoridad del Poder Ejecutivo provincial. Lo haría, entre otros, junto a Samuel W. Medrano, también compañero suyo en los Cursos de Acción Católica, y Enrique Sandoz, quien hubiera sido nombrado junto a él ministro de la intervención meses antes.

### Actuación posterior
Luego de su desempeño en la intervención de la provincia de Corrientes, el Dr. Manuel González Poccard siguió participando activamente de la vida pública argentina, siempre vinculado con los sectores más vinculados al conservadurismo social y liberalismo económico en el escenario político de su país.
Frente a la rivalidad política nacida entre el presidente Juan Domingo Perón y el embajador estadounidense Spruille Braden, González Poccard fue uno de los suscriptores que adhirieron a un manifiesto expresando que ¡Meterse con el embajador yanqui es el colmo de lo increíble, el escándalo total!, posicionándose así en defensa del embajador y en crítica al entonces presidente de la Nación.

## Matrimonio y descendencia

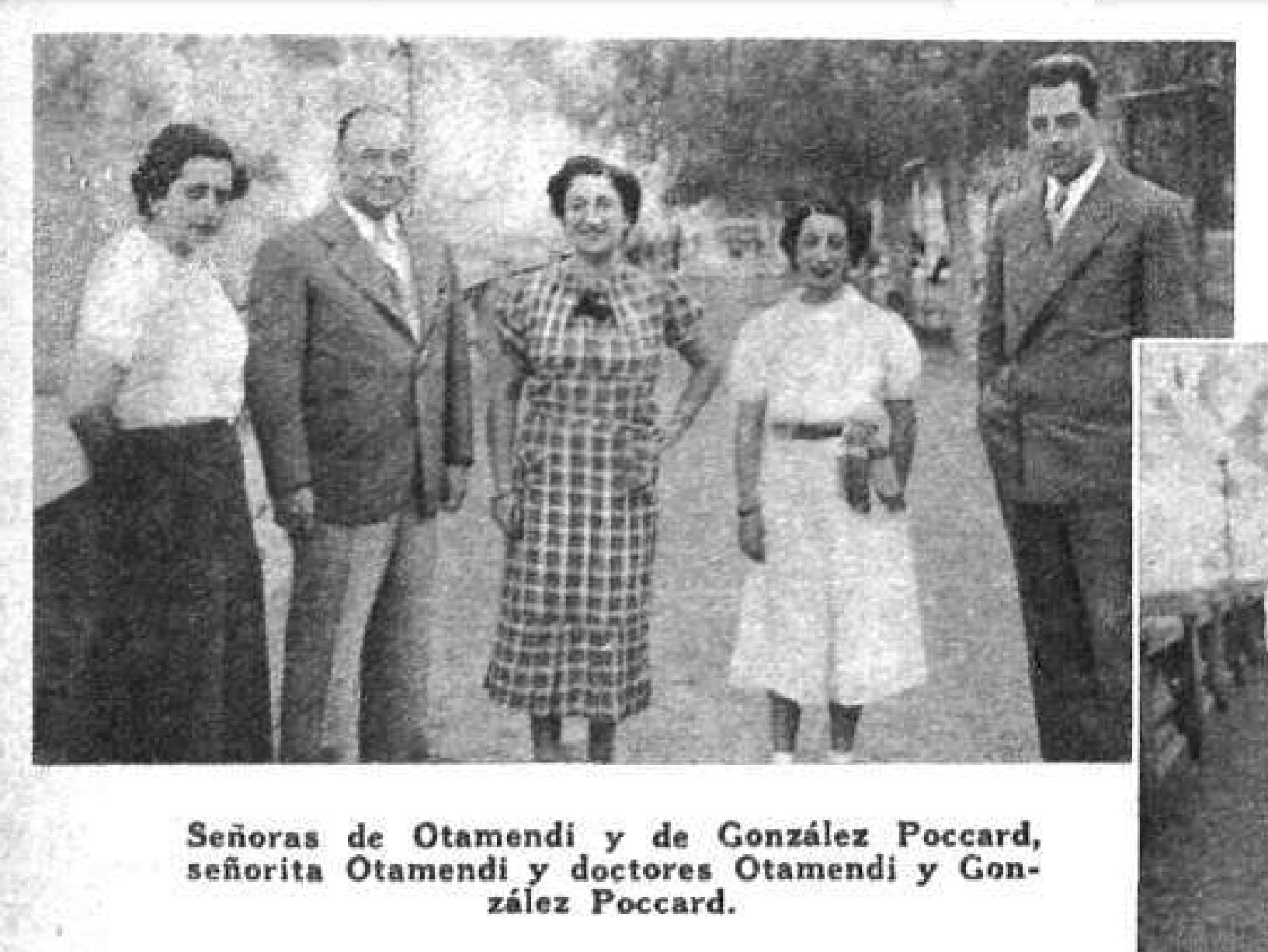
Manuel González Poccard junto a su esposa y parientes Otamendi, 1938.

El 12 de junio de 1929 se casaban en la Iglesia de San Miguel Arcángel de Buenos Aires Manuel Segundo González Poccard y Angélica Elena Otamendi Buisel. La novia, nacida el 10 de abril de 1903 en Buenos Aires, era hija del comisario de policía Belisario Otamendi Dupuy y de Aurora Buisel Quintana. Los Otamendi, originarios de Navarra, fueron una familia de hacendados radicados en Buenos Aires. Entre sus miembros más conocidos se encuentra el coronel Julio Campos, casado con Dominga Otamendi
El matrimonio tendría una sola hija, Teresa Aurora González Poccard Otamendi, nacida el 7 de abril de 1942 en Buenos Aires. Teresa González Poccard casaría con Juan Rodolfo Andrés Bernasconi Benigni, a su vez padres unigénitos de Carina María Bernasconi. Ella, única nieta del Dr. González Poccard, contraería matrimonio con el economista Santiago de Lafuente, hijo de Ramiro de Lafuente Sáenz Valiente y de Gloria Castaño Urdinarrain, con sucesión Lafuente Bernasconi.